# Pamianthe
Pamianthe is een geslacht uit de narcisfamilie (Amaryllidaceae). De soorten  komen voor in westelijk Zuid-Amerika.

## Soorten
- Pamianthe ecollis Silverst., Meerow & Sánchez-Taborda
- Pamianthe parviflora Meerow
- Pamianthe peruviana Stapf

... · 
Acis · 
Amaryllis · 
Boophone · 
Clivia · 
Crinum (Haaklelie) · 
Galanthus (Sneeuwklokje) · 
Hippeastrum · 
Hymenocallis · 
Leucojum (Narcisklokje) · 
Narcissus (Narcis) · 
Pancratium · 
Scadoxus · 
Sprekelia · 
Sternbergia · 
...